# Schlachtgeschwader 77
Schlachtgeschwader 77 (dobesedno slovensko: Bojni polk 77; kratica SG 77 oz. SchlG 77) je bil jurišni letalski polk (Geschwader) v sestavi nemške Luftwaffe med drugo svetovno vojno.

## Organizacija
- štab
- I. skupina
- II. skupina
- III. skupina

## Vodstvo polka
Poveljniki polka
- Major Helmut Bruck: 18. oktober 1943
- Podpolkovnik Manfred Mossinger: 16. februar 1945

## Oborožitev
- Junkers Ju 87
- Focke-Wulf Fw 190